# サフィール (原子力潜水艦)
サフィール（フランス語：Saphir, S 602）は、フランス海軍のリュビ級原子力潜水艦2番艦。艦名はサファイアのフランス語読みに由来する。
当初の艦名はブルターニュ（Bretagne）が予定されていた。

## 艦歴
「サフィール」は、DCNシェルブール工廠で建造され1979年9月1日に起工、1981年9月1日に進水、1984年7月6日に就役しトゥーロン海軍基地に配備される。
1987年11月11日にエピナルと命名都市の関係を結ぶ。就役間にアメティスト改正に対応した改修工事が実施される。2001年9月にトゥーロン港沖合いにて廃艦処分される駆逐艦「デストレー（D'Estrées）」を標的に魚雷を発射して沈没させた。
2019年7月に退役したが、同時期に火災事故を起こしたペルルの修復のため、サフィールの前半分が流用された。